# Народно читалище „Изток – 1921“
Народно читалище „Изток – 1921“ е читалище в село Манастирци, община Лозница, област Разград. Разположено на адрес: ул. „Александър Стамболийски“ № 22. То е действащо читалище, регистрирано под номер 2492 в Министерство на Културата на Република България. Към 2021 г. председател на читалищното настоятелство е Мехмед Ферединов Кьоров, а секретар – Хава Исмаилова Шеинска. 